# Pontonema hackingi
Pontonema hackingi is een rondwormensoort uit de familie van de Oncholaimidae. De wetenschappelijke naam van de soort is voor het eerst geldig gepubliceerd in 1952 door Mawson.